# Charlotte Kouecheu Chekep
 (mars 2025).
La mise en forme du texte ne suit pas les recommandations de Wikipédia : il faut le « wikifier ».
Les points d'amélioration suivants sont les cas les plus fréquents :
- Les titres sont pré-formatés par le logiciel. Ils ne sont ni en capitales, ni en gras.
- Le texte ne doit pas être écrit en capitales (les noms de famille non plus), ni en gras, ni en italique, ni en « petit »…
- Le gras n'est utilisé que pour surligner le titre de l'article dans l'introduction, une seule fois.
- L'italique est rarement utilisé : mots en langue étrangère, titres d'œuvres, noms de bateaux, etc.
- Les citations ne sont pas en italique mais en corps de texte normal. Elles sont entourées par des guillemets français : « et ».
- Les listes à puces sont à éviter, des paragraphes rédigés étant largement préférés. Les tableaux sont à réserver à la présentation de données structurées (résultats, etc.).
- Les appels de note de bas de page (petits chiffres en exposant, introduits par l'outil «  Source ») sont à placer entre la fin de phrase et le point final[comme ça].
- Les liens internes (vers d'autres articles de Wikipédia) sont à choisir avec parcimonie. Créez des liens vers des articles approfondissant le sujet. Les termes génériques sans rapport avec le sujet sont à éviter, ainsi que les répétitions de liens vers un même terme.
- Les liens externes sont à placer uniquement dans une section « Liens externes », à la fin de l'article. Ces liens sont à choisir avec parcimonie suivant les règles définies. Si un lien sert de source à l'article, son insertion dans le texte est à faire par les notes de bas de page.
- La présentation des références doit suivre les conventions bibliographiques. Il est recommandé d'utiliser les modèles {{Ouvrage}}, {{Chapitre}}, {{Article}}, {{Lien web}} et/ou {{Bibliographie}}. Le mode d'édition visuel peut mettre en forme automatiquement les références.
- Insérer une infobox (cadre d'informations à droite) n'est pas obligatoire pour parachever la mise en page.

Pour une aide détaillée, merci de consulter Aide:Wikification.
Si vous pensez que ces points ont été résolus, vous pouvez retirer ce bandeau et améliorer la mise en forme d'un autre article.
Charlotte Kouecheu Chekep est une banquière camerounaise, directrice générale d'Union Bank of Cameroon.

## Biographie

### Formation
Charlotte Kouecheu Chekep est détentrice d'un baccalauréat série D, qu'elle a eu à Nkongsamba dans la région du littoral du Cameroun. Cette dernière entame par la suite des études supérieures à l'université de Yaoundé II. Elle va continuer son parcours académique à l'université de Caen, en France avec pour résultat, l'obtention d'une maîtrise en sciences économiques. La future directrice générale est également titulaire d'un diplôme d' études supérieures en banque de l'institut technique de banque de Paris.  

### Carrière
Charlotte  Kouecheu Chekep a plus de 30 ans d'expérience dans le secteur bancaire. Elle occupe divers postes de responsabilité au sein d' établissements financiers tels que le Crédit lyonnais où elle a été tour à tour chargée de la clientèle particulier et entreprise, chef d'agence et responsable marketing.
En 2016, elle rejoint le Crédit communautaire d'Afrique CCA Bank  en tant que conseillère du Directeur général et  devient par la suite directrice des ressources humaines de la Commerciale bank Cameroon CBC.
Charlotte Kouecheu Chekep est nommée comme directrice générale de Union Bank of Cameroon UBC à la suite du Conseil d'administration tenu le 2 décembre 2021. Elle remplace à ce poste Félix Landry Njoume dont le mandat a pris fin avec la sortie d'Ecobank transnational incorporate ETI du capital de l'entreprise.